# كنيسة القديس ميخائيل الكاثوليكية (الشارقة)
كنيسة القديس ميخائيل في الشارقة، الإمارات العربية المتحدة، هي كنيسة رومانية كاثوليكية تقع في ضاحية حلوان بمنطقة اليرموك في الشارقة، تأسست عام 1971، واعتبارًا من يناير 2023 يرأسها الأب سافاري موثو.

## تاريخ
تأسست أول كنيسة للقديس ميخائيل على يد الأب برنابا في عام 1971 وكانت في الأصل مجرد كنيسة صغيرة قريبة من قاعدة القوات الجوية البريطانية. وخلف الأب برنابا الآباء أتيليو وإدموند وأنطونينو وفيليسيو وجودوين وأنجيلو. وبنيت الكنيسة الجديدة على يد الأب أنجيلو فيوميتشيلي وفريقه، تحت إشراف المطران برنارد جريمولي. وعُين في 2 أكتوبر 1997 من قبل الكاردينال أرتينزي من الفاتيكان، مع الأب أنجيلو كأول كاهن رعية. وعندما عاد الاب أنجيلو إلى إيطاليا بعد 18 عامًا قضاها في كنيسة القديس ميخائيل و54 عامًا في الكرسي الرسولي للجزيرة العربية، وعين المطران بول هيندر الأب آني كزافييه ككاهن الرعية في 6 يوليو 2007، مع القساوسة المشاركين الأب رودسون، الأب أنطونيو، الأب بيجو والأب فيليسيو. وتجتمع أسبوعيًا 35 مجموعة للصلاة، وتقام القداسات بثماني لغات.

## روابط خارجية
- الموقع الالكتروني